# The Viral Factor
The Viral Factor (逆戰) és una pel·lícula d'acció de Hong Kong-xinesa del 2012 dirigida per Dante Lam i protagonitzada per Jay Chou i Nicholas Tse. El repartiment de suport inclou Lin Peng, Michelle Bai, Andy On, Carl Ng, Liu Kai-chi i Elaine Jin, amb acció coreografiada per Dante Lam i Chin Kar-lok. La producció de la pel·lícula va començar entre març de 2011 i juliol de 2011 i es va estrenar a les sales el 17 de gener de 2012.

## Argument
L'agent de l'IDC (Comissió de Defensa Internacional) Sean Wong (Andy On) i els membres del seu equip es troben a Jordània en una perillosa missió per escortar un científic anomenat Kenner Osama Muhammad, que ha robat una còpia del virus de la verola, a Noruega. A la sortida del país, el comboi va ser emboscat per un grup d'assassins. Més tard es va revelar que Sean ha traït l'equip per la seva pròpia agenda i va disparar als seus col·legues Jon Man (Jay Chou) i la seva xicota Ice (Michelle Bai). Aleshores, en Sean s'escapa amb Kenner i el virus. La missió fallida va deixar a Ice mort mentre Jon té una bala al cervell sense cap manera segura de treure-la i només dues setmanes per posar en ordre els seus assumptes abans de sucumbir a una paràlisi permanent. Tres mesos més tard, es va trobar que la tripulació d'un vaixell de càrrega a les aigües de Malàisia havia estat infectada i morta pel virus de la verola. Tanmateix, aquest pla és contraproduent quan Kenner s'escapa només per morir accidentalment en ser atropellat per un camió transeünt a l'atzar, obligant a Sean a fer plans per interceptar un especialista en substitució. En un altre lloc, en Sean es posa en contacte amb un traficant d'armes anomenat Tyler (Jared Robinson), i suggereix mutar el virus en un arma biològica, desenvolupar una vacuna i vendre-la a una companyia farmacèutica corrupta. A Pequín, Jon torna a casa per passar els dies que li queden amb la seva mare (Elaine Jin), que li diu que té un germà perdut des de fa temps, Man Yeung (Nicholas Tse), a qui va deixar amb el seu pare, Man Tin (Liu Kai Chi).
A Kuala Lumpur en un tribunal de Malàisia, Man Yeung està sent acusat de nombrosos crims que havia comès. Mentre és escortat a la presó, ataca el personal policial i s'escapa amb èxit. Més tard es troba amb l'oficial de policia corrupte Russell (Philip Keung), que li va ajudar a fugir de la custòdia i li van donar una nova feina. En el seu vol a Malàisia, Jon coneix la doctora Rachel Kan (Lin Peng) del Centre Asiàtic per al Control i la Prevenció de Malalties (ACDC), que més tard va ser segrestada per Yeung després que l'avió aterrés. Un Jon sospitós, que es va adonar que el cotxe en què viatjava la Rachel té un conductor diferent de l'anterior, s'enfila al vehicle i acaba sent forçat a entrar al vehicle. Jon, sense saber la identitat de Yeung, lluita contra ell i els altres sequaços, fent que el cotxe s'estaveli. Yeung s'escapa després d'una breu lluita amb Jon. Més tard, Jon coneix el seu pare i la filla del seu home, Cheung-sing, que li mostra un article de diari que l'home amb el qual es va trobar abans era el seu germà.
Mentrestant, Yeung i els seus sicaris irrompen a la casa de la Rachel, que manté com a ostatge la seva mare i l'obliga a obtenir una mostra del virus Carnot de la seu de l'ACDC. L'endemà, mentre Yeung i Rachel surten de l'edifici després d'obtenir la mostra del virus, un personal de seguretat activa l'alarma, provocant una persecució per la ciutat. Durant el caos, diversos guàrdies de l'ACDC i els companys de Yeung són assassinats i Rachel és tornada a capturar per Mark (Sammy Hung), la mà dreta d'en Sean que treballa amb Russell. Yeung xoca amb el vehicle d'escapada i fuig a peu, però és perseguit per Russell i els seus policies corruptes que volen fer-lo callar. Ell truca al seu pare i li diu que porti a Cheung-aing a l'estació de tren. Jon, que estava a prop per trobar-se amb Rachel, presencia l'esdeveniment i s'uneix a la recerca de Yeung. Treballant junts, Jon i Yeung aconsegueixen contenir els agents de policia corruptes el temps suficient perquè puguin pujar a un tren per escapar. Jon convenç a Yeung perquè es rendeixi, però els dos germans es veuen embolicats en una baralla a cops. Més tard són interceptats pel Russell i la policia en un dipòsit de trens, on Tin se sacrifica per deixar escapar a Yeung i Cheung-aing, però Cheung-aing és capturat per un policia corrupte i Jon és arrestat per la policia.
Aleshores, Russell descobreix que Jon i Yeung són germans, i ordena als seus homes que matin en Jon, que es troba a un hospital per a una revisió. Yeung després segueix en Russell a una discoteca, que es trobava amb Sean. Després de ser agredit per Yeung per alliberar la seva filla, Russell s'escapa i corre cap a la carretera només per ser atrapat per un autobús, matant-lo a l'instant. A l'hospital, els homes de Russell no van poder matar en Jon, que escapa després de lluitar.
L'endemà al matí, Yeung va a un edifici abandonat per portar la mostra del virus Carnot a Sean a canvi de la seva filla. Aleshores, la Rachel es va veure obligada a combinar la mostra del virus Carnot amb el virus de la verola, que més tard en Sean intenta provar a la mare de la Rachel. Abans però es pogués fer, Jon apareix i sosté Sean a punta de pistola. Sean intenta dissuadir a Yeung d'ajudar a Jon amenaçant la vida de la seva filla. Aleshores, un equip tàctic de la policia assalta l'edifici i, en la confusió, Sean s'escapa amb el virus. Aleshores, Jon persegueix i quan sembla que no té on córrer, Sean injecta el virus a la filla de Yeung, que és col·locada dins d'un cotxe. En Sean, dient que és l'única persona que té l'antídot contra el virus, li diu a Jon que li porti Rachel a canvi de Cheung-sing. Amb la vida de Cheung-sing en joc, no queda més remei que deixar marxar Sean. Aleshores, Jon puja a un altre cotxe i recull Yeung, que ha rebut un tret, abans d'escapar junts. Aquella nit, després de treure la bala, Jon i Yeung comparteixen les seves històries de vida junts. Tanmateix, la policia es trasllada al seu amagatall. Yeung escapa mentre Jon es quedava enrere per lliurar-se.
Més tard, mentre és traslladat a la presó de màxima seguretat, Jon segresta l'helicòpter on es troba. Juntament amb Yeung i Rachel, escapen per aire i arriben al lloc designat per a Sean. No obstant això, resulta ser una trampa quan apareix Mark, l'esbirat d'en Sean i dispara a Yeung abans de segrestar a Rachel. Jon veu en Sean i el persegueix mentre Yeung va darrere de Rachel, que és portada a un vaixell per crear l'antídot contra el virus.
Yeung es troba amb Mark llançant el cos de Cheung-sing al mar i el mata en un atac d'ira abans de saltar del vaixell per recuperar la seva filla. Jon arriba a temps per ajudar a tots dos a tornar a la nau, i li diu a Yeung que s'apodera de la sala de control de motors per evitar que el vaixell arrenqui mentre busca la Rachel. Després de trobar-la i escapar-la, Tyler i Sean els persegueixen, mentre que Yeung elimina fàcilment l'esbirro de Tyler, Mike i diversos altres secuaces. Quan Jon i Rachel intenten fugir, Sean dispara i fereix a Rachel quan intentaven creuar una gran bretxa. Jon finalment tracta amb els sequaços restants, però Tyler l'enclava, que empunya una metralladora. Jon aconsegueix recuperar un revòlver i disparar a Tyler. A l'enfrontament final, en Sean clava a Jon i Yeung. Jon, que s'està debilitant cada minut, sap que el seu temps gairebé s'ha acabat i com que només un d'ells pot derrotar en Sean, surt per convertir-se en una distracció que permet a Yeung disparar a Sean.
Després, Yeung s'ha rendit a l'IDC i va a Pequín amb Cheung-sing per visitar la seva mare en un cartell que mostra que l'ha perdonada. La pel·lícula acaba amb una narració de Jon que la seva família és el seu "tot" el destí de la qual es deixa ambigu.

## Repartiment
- Jay Chou com a Jon Man (萬飛), un agent d'IDC i xicot d'Ice i antic promès d'Ice.
- Nicholas Tse com a Man Yeung (萬陽)
- Lin Peng com a Rachel Kan (簡麗珊)
- Michelle Bai com a Ice, un agent d'IDC i la xicota i antiga promesa de Jon.
- Andy On com a Sean Wong (王尚恩), un agent canalla de l'IDC amb la intenció d'alliberar un virus de la verola i treure'n profit amb la venda d'una vacuna.
- Carl Ng com a Ross, un agent d'IDC i de Jon pel company del llibre.
- Liu Kai-chi com a Man Tin (萬天), el pare de Jon i Man Yeung.
- Elaine Jin com a Fung Ling (風玲), la mare de Jon i Man Yeung.
- Sammy Hung com a Mark, l'esbirro de la mà dreta de Sean.
- Deep Ng (es visible) com a antiga parella de Man Yeung.
- Philip Keung com a Russell, un policia corrupte i actiu d'IDC que treballa per a Sean.
- Crystal Lee com Man Cheung-sing (萬長勝), la filla de Man Yeung
- Jared Robinson com a Gunther Tyler, un traficant d'armes a qui Sean planeja vendre el virus.
- Ron Smoorenburg com a esbirro que treballava per a Tyler

## Producció
Amb un pressupost de 200 milions de dòlars HK, els actors principals Jay Chou i Nicholas Tse tenien una cobertura d'assegurança combinada de 150 milions de dòlars i 20 guardaespatlles per protegir-los. El pressupost també incloïa 70.000 RM per al lloguer d'apartaments a Kuala Lumpur.
Els productors van agafar en préstec avions de la força aèria, tancs i altres coses per utilitzar durant el rodatge. Els llocs de rodatge foren Hong Kong, Xi'an, Orient Mitjà i Malàisia. Al voltant del 80% de la pel·lícula es va rodar a Kuala Lumpur, Malàisia. A la pel·lícula, es van rodar diverses escenes als recintes de Universitat Mèdica Internacional. Una de les ubicacions utilitzades a Malàisia era un lloc de construcció abandonat a Kuala Lumpur. Entre ells, l'escena en un embús de trànsit es va filmar a Jalan Raja Chulan, durant els caps de setmana llargs i els dies festius quan hi hauria menys gent a Kuala Lumpur. La fotografia principal va començar el 23 de març de 2011 i va acabar el 7 de juliol del mateix any.

## Escenes rodades a Kuala Lumpur
- Kuala Lumpur Sentral 吉隆坡中环车站
- Pavelló KL 柏威年廣場
- Aeroport internacional de Kuala Lumpur
- Estació de Komuter de Mid Valley KTM
- HQ de la policia del districte de Dang Wangi (Kuala Lumpur)
- Putrajaya
- Centre de la ciutat de Kuala Lumpur (KLCC)
- Antiga estació de ferrocarril KTM
- Torres Petronas

## Reconeixements
| Reconeixements                                              | Reconeixements              | Reconeixements                                     | Reconeixements |
| Cerimònia                                                   | Categoria                   | Receptor                                           | Resultat       |
| ----------------------------------------------------------- | --------------------------- | -------------------------------------------------- | -------------- |
| 32ns Premis de Cinema de Hong Kong                          | Millor pel·lícula           | The Viral Factor                                   | Nominat        |
| 32ns Premis de Cinema de Hong Kong                          | Millor director             | Dante Lam                                          | Nominat        |
| 32ns Premis de Cinema de Hong Kong                          | Millor actriu secundària    | Elaine Jin                                         | Nominat        |
| 32ns Premis de Cinema de Hong Kong                          | Millor fotografia           | Kenny Tse                                          | Nominat        |
| 32ns Premis de Cinema de Hong Kong                          | Millor muntatge             | Chung Wai-chiu                                     | Nominat        |
| 32ns Premis de Cinema de Hong Kong                          | millor coreaografia d'acció | Dante Lam, Chin Kar-lok, Wong Fai-fai, Ng Hoi-tong | Nominat        |
| 32ns Premis de Cinema de Hong Kong                          | Millor disseny de so        | Kinson Tsang                                       | Nominat        |
| 49ns Premis de Cinema Cavall d'Or                           | Millor actor                | Nicholas Tse                                       | Nominat        |
| XLV Festival Internacional de Cinema Fantàstic de Catalunya | Millors efectes especials   | Yee Kwok-leung Garrett Lam Ho Kwan-yeung           | Guanyador      |